# Distretto di Yinzhou
Il distretto di Yinzhou (鄞州区S, Yínzhōu qūP) è un distretto della città di Ningbo, situata nella provincia dello Zhejiang, in Cina.